# Constitution de Monaco
En 1848, le prince Florestan Ier tente de répondre aux demandes locales pour plus de démocratie et propose deux constitutions à la population, mais elles sont rejetées, particulièrement par les habitants de Menton, ville libre devenue française en 1861 avec Roquebrune. Il faudra attendre 1911 et la Révolution monégasque pour que la principauté se dote d'une constitution. Monaco a depuis lors connu deux constitutions :
- la constitution de 1911, en vigueur de 1911 à 1962 ;
- la constitution de 1962, en vigueur depuis 1962.

## Compléments